# フィリップ・ホーン
フィリップ・ホーン (Philip Hone、1780年10月25日- 1851年5月5日)はアメリカの政治家。

## 略歴
1780年10月25日にニューヨークでドイツ人移民の大工の息子として生まれた。競売業で裕福になった。
元々連邦党党員で、1826年に市長になり、1期務めた。後に熱心なホイッグ党 党員になった。
裕福で、教養があり、ニューヨークの著名人であり、当時の政治的、芸術的、科学的指導者の殆どとは交友関係があった。例えばワシントン・アーヴィング、サミュエル・モールス、ダニエル・ウェブスター、ジョン・ジェイコブ・アスター、ジョン・クィンシー・アダムズ大統領、マーティン・ヴァン・ビューレンなどである。
彼の日記は社会の関わり、市内の主要な出来事、前世期の街の情景だけでなく、都市の変化への見解、アンドリュー・ジャクソンへの不満、街の絶え間ない建設に対する当惑するような影響、増大するアイルランド移民への激しい嫌悪感までも記録していた。この日記は1828年から死去する1851年まで書かれ、19世紀のアメリカで最も広範かつ詳細なものであると言われている。 
裕福な商人であり、マーカンタイル図書館協会の創設者、1825年、1826年にデラウェア・アンド・ハドソン鉄道初代社長を務めた。1827年にナショナル・アカデミー・オブ・デザインの名誉学芸員（Honorary Academician)として会員に選出された。ブロードウェイシティホールパーク向かい235番地の上品なテラスハウスに住んでいた。その場所は後にウールワースビル建設のためF. W・ウールワースが購入した。
ザカリー・テイラー政権中はニューヨーク・ニュージャージー港管理人を務めた。
1851年5月5日にニューヨーク市で死亡し、聖マルコ教会 in-the-Boweryに埋葬された。
ホーンズ、ブロンクス区ホーン通りは彼に因んで命名された。